# Burange
Burange (en luxemburguès: Bireng: en alemany: Buringen) és un barri de la comuna luxemburguesa de Dudelange situada al districte de Luxemburg del cantó d'Esch-sur-Alzette.

## Història
Al segle xvi, Büringen (Burange) i Balzingen (Baltzingen) eren dos pobles separats al senyoriu de Mont Saint-Jean. Més tard Balzingen que estava situat al marge dret d'un torrent, es va convertir en el barri de Burange. El carrer actual de Baltzing es refereix a aquest poble.